# Calice di Santa Giustina in Monselice
Il calice di Santa Giustina in Monselice è un oggetto liturgico proveniente dal tesoro della chiesa di Santa Giustina in Monselice, in provincia di Padova. Attribuito a una bottega padovana attiva tra la fine del XIV secolo e l'inizio del XV secolo, è conservato presso il Museo Diocesano di Padova.

## Storia

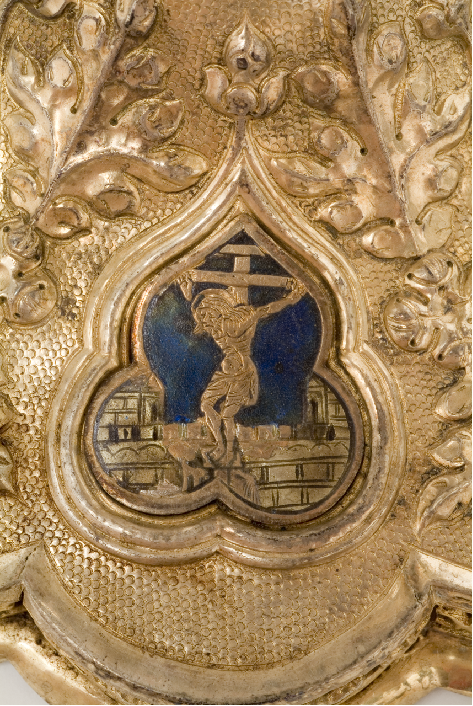
Particolare: Crocefissione

Il calice fu realizzato appositamente per la chiesa parrocchiale di Santa Giustina in Monselice. Tra le sei immagini alla sua base compare una figura di Cristo in croce, affiancata da due architetture identificate dagli studiosi come la chiesa di Santa Giustina e la chiesa di San Paolo, sempre in Monselice. Inoltre, i santi che compaiono alla base, sulle parti aggettanti a forma di diamante nel pomo centrale e sul porta coppa sono identificati come i santi patroni di Monselice. La datazione del calice non è chiaramente determinabile, ma l'intervallo approssimativo va dalla fine del XIV secolo all'inizio del XV secolo. Da un lato, è stato ipotizzato che il pittore Altichiero da Zevio possa essere stato coinvolto nella progettazione dell'immagine delle figure e che quindi quest'opera sia stata completata prima della morte dell'artista, avvenuta nel 1393. D'altro canto, il fatto che questo calice sia stato realizzato con la tecnica del punzone rende plausibile la sua esecuzione solo dopo l'annessione di Padova alla Repubblica di Venezia, facendo slittare la datazione al 1405.

## Descrizione
La base del calice è divisa da un motivo a foglie vegetali in sei campi, ciascuno centrato da una formella trilobata cuspidata verso il fusto, con una figura incisa in metallo. Solo la parte dell'aureola sopra le figure conserva oggi lo strato di smalto verde, ma secondo Giuliana Ericani tutte le figure sarebbero state originariamente ricoperte di smalto.

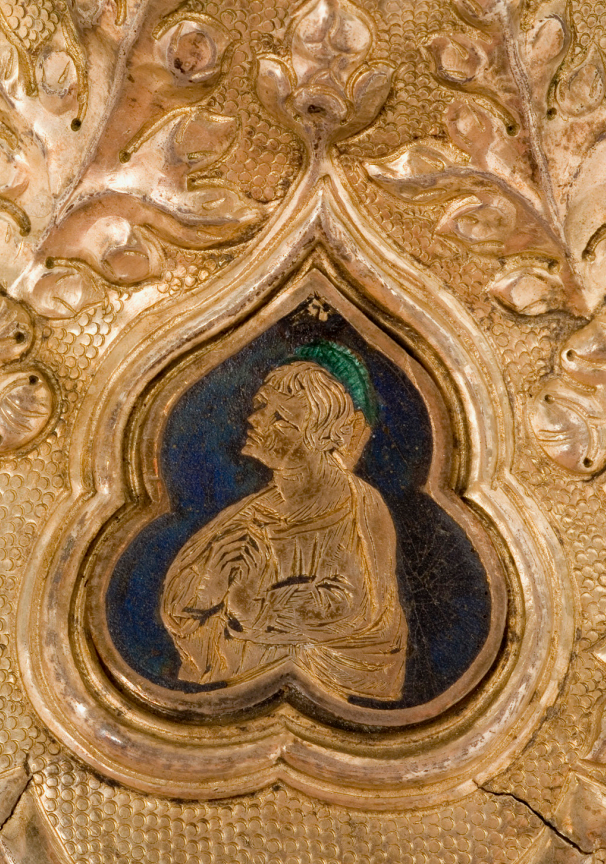
Particolare: Busto di San Giovanni

 Il piede del calice è collegato al fusto centrale da diverse parti, la più bassa delle quali è decorata con un filo di perline e poi rastremata verso l'interno, mentre la parte superiore presenta un’iscrizione, che recita: PRESBITERI IACHOBI ME FECIT FIERI ("Il presbitero Giacomo mi ha fatto fare"). Doppie file di archi traforati circondano la parte superiore e inferiore della sfera centrale, che è circondata da un fogliame di edera tutt'intorno e presenta sei sporgenze a forma di diamante con immagini dipinte di santi. Giuliana Ericani ritiene che anche questi aggetti e a forma di diamante fossero originariamente ricoperti di smalto. Il fusto centrale è unito alla parte inferiore della coppa da un porta coppa circolare a sei foglie, di cui ciascuna ospita una figura incisa a tutto campo. La parte della coppa si espande gradualmente verso l'alto.
Il calice è realizzato in oro, argento e smalto. Le tracce sulla base del calice indicano che per la sua realizzazione è stata utilizzata la tecnica di smaltatura nota anche come champlevé. Questa tecnica si ottiene realizzando prima dei riquadri sulla superficie di un oggetto metallico e poi riempiendoli con polvere di smalto di vetro. Il pezzo viene quindi cotto fino alla fusione della polvere e, dopo il raffreddamento e l'indurimento, la superficie viene lucidata. Sulla superficie degli oggetti sottoposti a questa tecnica si possono notare tracce di cornici metalliche. Oltre alla tecnica dello smalto, il calice è stato realizzato con tecniche di fusione dell'argento, sbalzo, cesello, punzonatura e doratura. L'uso combinato di più tecniche può riflettere il concetto specifico che più un'arte si avvicina alla perfezione, più si avvicina alla creazione divina, più contiene arti inferiori come la pittura, la scultura e la fusione.

## Iconografia
Il piede del calice presenta sei figure a mezzo busto, tra cui la crocifissione e vari santi: santa Giustina, naturalmente, la titolare della chiesa da cui proviene il calice, ma anche san Giovanni Evangelista, la Vergine, san Pietro e san Martino o san Bartolomeo. Altri santi erano rappresentati sul pomo, il nodo sferico centrale. Sui chiodi romboidali sono incise le figure di San Cristoforo, un santo vescovo che regge il modello di una chiesa (san Sabino?), santa Caterina, un santo profeta (san Simeone?), san Filippo (?) e san Daniele (?). Nel porta coppa a sei lobi circolari sono incise mezze figure a totale riempimento dei campi, i simboli dei quattro Evangelisti, san Paolo e san Giacomo.
S. Giustina in Monselice nacque come pieve, cioè centro di una precisa circoscrizione battesimale con diritti di cura dell’anima dei fedeli ivi residenti. Originariamente la chiesa si trovava sulla sommità del colle, ma nel 1256 venne distrutta da Federico II per costruire il suo castrum. Fu allora che la pieve venne trasferita ufficialmente nel punto in cui sorgeva la preesistente basilica di S. Martino Nuovo, che prese il titolo di S. Giustina, in posizione più comoda sia per i canonici di Monselice che per gli abitanti locali. La migliore posizione, a mezza costa sul versante meridionale del colle della rocca, agevolò probabilmente la frequenza dei fedeli e l’esercizio regolare della cura delle anime.
Anche se piccolo rispetto a Padova, il centro di Monselice rivestì una posizione politica rilevante sin dall’età longobarda: nel suo territorio si formò un consistente complesso di terre monastiche provenienti dalla donazione di sovrani, funzionari pubblici e laici. Queste comunità erano composte da gruppi che nutrivano le stesse esigenze spirituali e condividevano lo stesso impegno caritativo: la collaborazione tra comune e pieve, tra cioè istituzione civile e istituzione ecclesiastica, portò alla nascita di ben due strutture assistenziali a Monselice, l’ospedale di San Giacomo nel 1162 e il lebbrosario di S. Michele nel 1191. Si sentiva la necessità di offrire cure e riparo ai poveri e ai pellegrini che arrivavano a Monselice, posizionata lungo l’antica strada romana che da Bologna conduceva a Padova. A questi istituti diedero un enorme contributo le componenti laiche della società, aiutando i poveri, facendo donazioni e offrendo assistenza ai malati: il coinvolgimento della società laica rientrava nell’ottica da riforma dell’ordine benedettino padovano, detto “albo”, voluta da Giordano Forzatè, priore del monastero di S. Benedetto e fondatore appunto dell’ordo Sancti Benedicti de Padua, l’ordine dei monaci “albi”.
L’intitolazione a Giacomo maggiore, protettore dei viandanti e dei pellegrini, risulta chiara, ma da sottolineare in relazione alla presenza di un altro santo inciso sul calice: san Cristoforo. Il ruolo di crocevia spirituale e territoriale di Monselice è significativo se si considera il ruolo di traghettatore di viandanti che viene assegnato a san Cristoforo dalla tradizione diffusa nel XIII secolo dalla Legenda Aurea di Jacopo da Varagine: quando si converte mettendosi al servizio di Cristo, inizia a far attraversare a viandanti e pellegrini un pericoloso fiume caricandoseli sulle spalle, possedendo la forza di un gigante. Un altro dei cosiddetti santi “Christophores” (lett. Portatori di Cristo) è il profeta Simeone, altra figura probabilmente incisa sul calice, secondo la tradizione un anziano che avrebbe tenuto in braccio il bambino Gesù durante la Presentazione al tempio.
L’identificazione della figura di santo armato di lama, contesa tra san Bartolomeo e san Martino, risulta la più problematica. Il legame tra il culto di santa Giustina a Padova e quello di san Martino è documentato da uno dei più antichi documenti che menzionano il sepolcro della santa: la Vita Martini, scritta da Venanzio Fortunato nel 573. Da questa antica testimonianza, sappiamo che la basilica padovana di Santa Giustina precedente alla ricostruzione post-terremoto del 1117 aveva le gesta di san Martino dipinte sulle pareti della tomba della santa.
A fronte della testimonianza di Venanzio Fortunato, attestante l’antica esistenza di san Martino nella cultura figurativa padovana, e considerata l’antica intitolazione della chiesa di Monselice al santo, non è da escludere che – come è stato detto – il santo in abiti vescovili che accompagna la Vergine col Bambino dipinti sul fondo dell’abside di S. Giustina in Monselice sia da identificare proprio con S. Martino (Enrica Cozzi, che data le pitture alla metà del XIII secolo).

## Stile
Il calice realizzato dall'orafo senese Guccio di Mannaia su commissione di Niccolò IV per la basilica di San Francesco ad Assisi, capolavoro assoluto dell'oreficeria medievale, rappresenta un "momento eroico" nella storia del calice italiano, in quanto fu capostipite di una nuova tradizione destinata a durare per oltre due secoli e a diffondersi ampiamente. A riprova dell'autorevolezza e della persistenza del modello senese è - insieme a molti altri pezzi - anche il calice realizzato per la Collegiata di Santa Giustina, da cui recepisce lo stile spiccatamente tardo-gotico della struttura e di altri dettagli decorativi. Riconducibile all'ambito senese è la scelta di ricoprire completamente le figure con smalto traslucido e l'adozione del piede conico esalobato al posto di quello ottagonale polilobato.
Altre analogie, come l'introduzione di smalti policromi traslucidi a ogiva e lo stile spiccatamente senese, si ritrovano nel calice detto del Cardinale Albergati del Tesoro di San Petronio a Bologna, datato agli anni Venti del Quattrocento.
Si riscontrano corrispondenze stilistiche anche in un gruppo di calici datati ai primi decenni del XV secolo riferiti da Erich Steingräber alla bottega dei Da Sesto; con il calice di Monselice condividono la struttura del fusto e del nodo ancora in stile trecentesco, le formelle sporgenti trilobate e la presenza di foglie sul piede applicate con fantasiosa leggerezza, secondo un gusto squisitamente veneziano. Giuliana Ericani individua poi strette affinità con alcuni esemplari veneziani di XIV secolo del cosiddetto Maestro del Serpentino nella presenza di placchette incise in basse-taille coperte da smalti traslucidi e nel decorazione rampante floreale. Il calice del Maestro del Serpentino, pezzo chiave dell'oreficeria veneziana, presenta smalti traslucidi, un'esuberante decorazione a sbalzo e una sorprendente componente animalistica condotta "con un'energia plastica quasi feroce". Nonostante la selvaggia libertà della decorazione, essa è condotta con sapiente sobrietà e freschezza. Rispetto al calice del Tesoro di San Marco, quello di Santa Giustina presenta una decorazione a sbalzo dalle forme più essenziali, ferme e regolari. Inoltre il calice di Santa Giustina condivide con quello di San Geminiano (1340 ca. - 1350 ca.) – pure ricco di smalti ed elementi vegetali – la limpida razionalità e il controllo della struttura decorativa. Il carattere giottesco dell'insieme degli smalti, disposti con impeccabile misura, risalta nell'essenziale chiarezza plastica, nella densa articolazione spaziale, nella dolcezza dell'intonazione sentimentale con cui sono condotti. Relativamente all'area padovana si riscontrano dipendenze stilistiche con i reliquiari del Tesoro della Basilica di Sant’Antonio datati tra la fine del XIV e dell'inizio del XV secolo; il piede del calice di Monselice, ad esempio, condivide con il reliquiario del Cappuccio di San Francesco la razionale organizzazione della decorazione fogliacea e la lavorazione a sbalzo particolarmente rilevata.
La quinta architettonica alle spalle del Cristo crocifisso nella formella del calice di Santa Giustina, richiama illustri esempi padovani, come la Crocifissione di Altichiero da Zevio nella Cappella di San Giacomo. Sulla base dei valori formali che riecheggiano la tradizione giottesca, evidenti ad esempio nell'ampia e densa plasticità delle figure, nell’intensa intonazione sentimentale e per l’organizzazione volumetrica degli spazi, "degni della lezione neo-giottesca", e data la qualità straordinaria, è stato proposto un possibile intervento dello stesso Altichiero, o di suoi diretti seguaci nei disegni per le formelle. Tale ipotesi è certo quanto mai suggestiva, ma merita d’essere presa in considerazione se si tiene conto che Altichiero, stando ad una testimonianza, fu coinvolto nel progetto per la realizzazione di una croce mantovana in argento. Le formelle sono aggiornate sulla cultura artistica padovana e – unitamente agli aspetti sopraindicati – sembrano indirizzare verso l’esecuzione in una bottega attiva nella stessa città.